# رائول پروپیو
رائول پروپیو (انگلیسی: Raúl Procopio؛ زادهٔ ۱۰ ژوئیهٔ ۱۹۶۸) بازیکن فوتبال اهل اسپانیا است.
از باشگاه‌هایی که در آن بازی کرده‌است می‌توان به باشگاه فوتبال کادیس اشاره کرد.